# Nyköpingshyttan

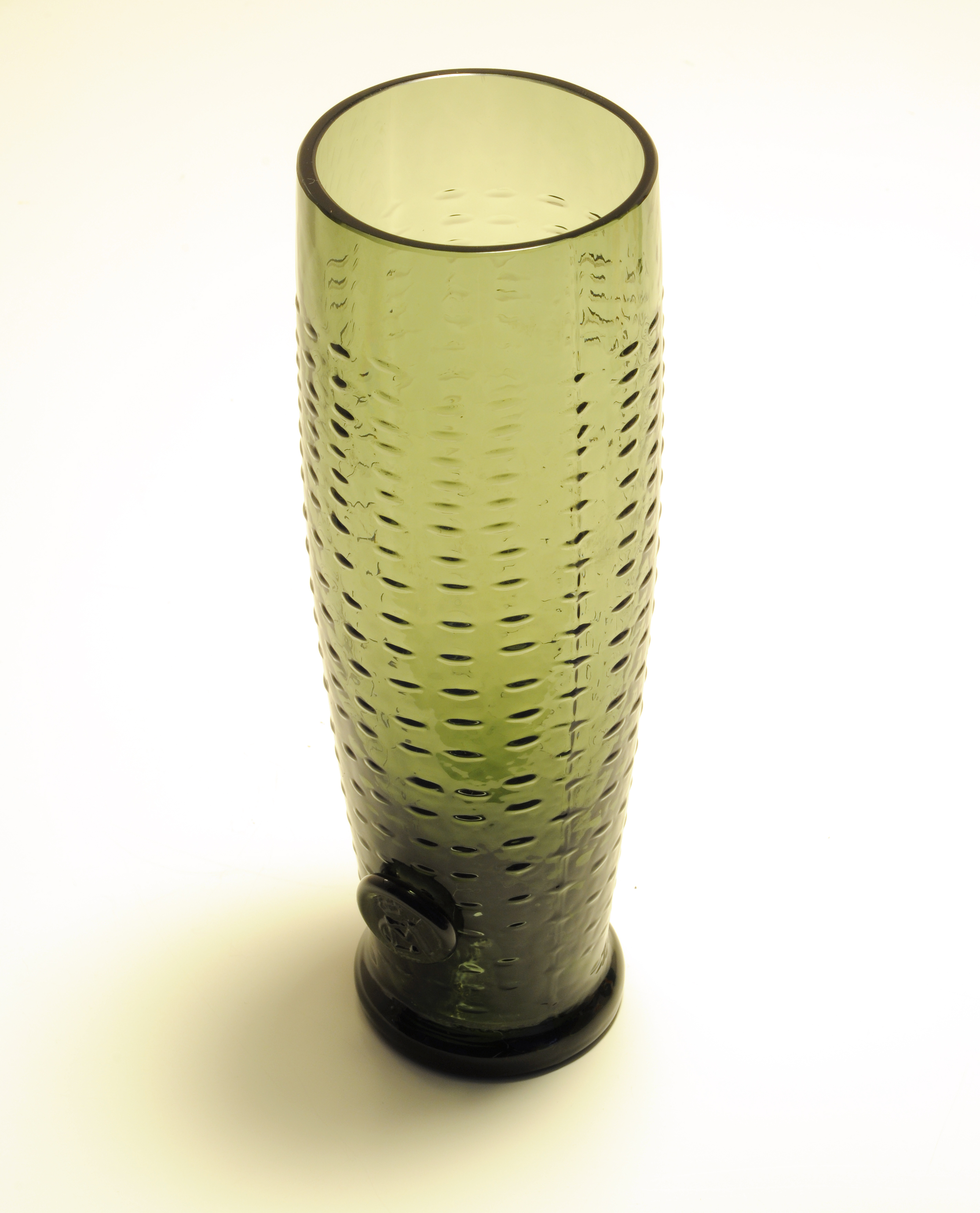
Kopia av Hertig Carls Humpenbägare

Nyköpingshyttan (Hertig Karls glashytta) var en glashytta anlagd vid Nyköpingshus av hertig Karl.
Exakt vilket år verksamheten startades är inte känt, men år 1581 fanns här en "Petter Keller glasmacher". 1583 omtalas en "glasmakare Sylvester". Till åtminstone 1589 fanns Petter Keller fortfarande kvar i Nyköping. De vinglassigill som återfunnits på hyttplatsen har alla Karl IX och första hustrun Maria av Pfalz monogram och bör alla vara tillverkade före 1589.

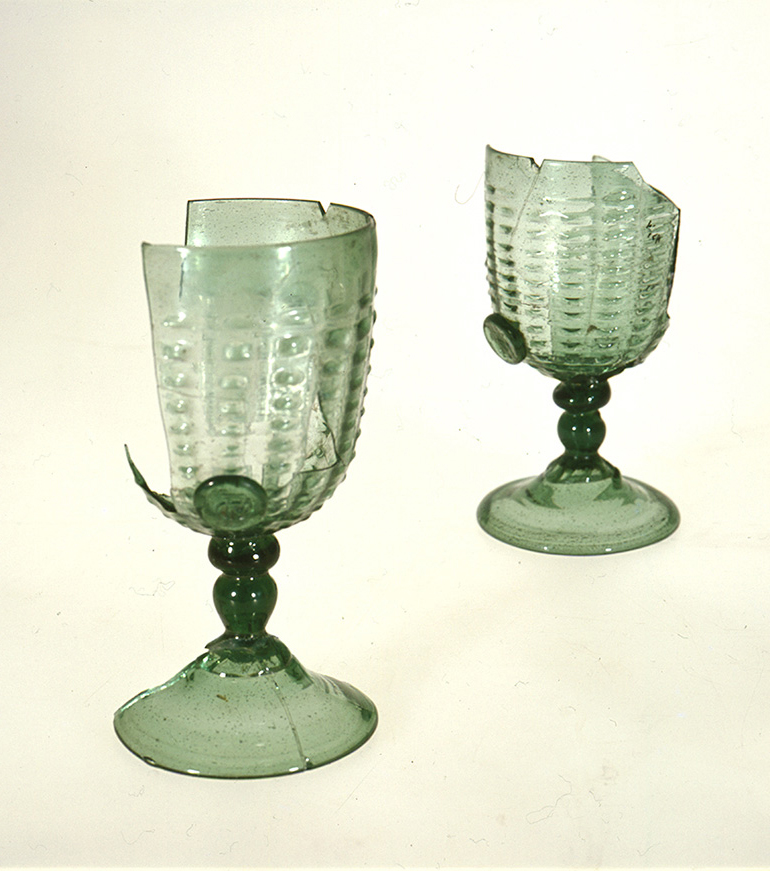
Hertig karls glas, vinglas tillverkat för Karl IX vid hans eget glasbruk på 1580-talet. Glaset har rekonstruerats med hjälp av ståltråd och plexiglas.

Glashyttan vid Nyköpingshus har varit föremål för en rad arkeologiska undersökningar, de första under ledning av den kände glasforskaren Heribert Seitz. Produktionen är därför ganska välkänd. Vinglas med räfflat mönster, Humpenbägare med lock, Spechtern är de tre vanligaste föremålen, sedan förekommer några få andra former, vinglas utan mönster. Glasmassan utgörs av s. k. Waldglas.
Produktionen vid Nyköpingshyttan är den äldsta kända svenska bruksglaset. Redan under vikingatiden smälts glas för pärlor, och under medeltiden finns en rad hyttor knutna till kloster och kyrkobyggen, men de har så vitt hittills är bekant bara tillverkat fönsterglas. Om den Anders Glasmakare (även kallad Gustav Vasas glasbruk) som fanns i Stockholm på 1550-talet vet man inte så mycket. Det man vet är att Gustav Vasa och hans söner hämtade hem två italienska eller spanska glasblåsare, vid namn Rochio Brijos och Andrea Niquedo.

## Senare forskning
Enligt Bergshammars Hembygdsförening låg hertig Karls glashytta inte vid Nyköpingshus utan vid gården Stora Glashyttan i Bergshammars socken utanför Nyköping.  De idag äldsta identifierade glasen tillverkades där av mäster Peter Keller cirka 1581–1593. 